# Tetracis crocallata
Tetracis crocallata là một loài bướm đêm thuộc họ Geometridae. Nó được tìm thấy ở từ Nova Scotia, New Brunswick, nam Manitoba và nam Saskatchewan đến Alberta, phía nam đến bắc Florida, phía tây đến Kansas, Nebraska, North Dakota và cực đông Texas..
Chiều dài cánh trước là 17–25 mm. Con lớn bay từ tháng 5 đến tháng 8 tùy theo địa điểm. Có hai lứa một năm từ New York trở về nam.
Ấu trùng ăn nhiều loài cây khác nhau Alnus, Castanea và loài Salix.